# Épervier à collier interrompu
Microspizias collaris
Espèce
Statut de conservation UICN

 NT  : Quasi menacé
Statut CITES
L’Épervier à collier interrompu (Microspizias collaris) est une espèce de rapaces de la famille des Accipitridae.

## Répartition
On le trouve en Colombie, Équateur, Pérou et Venezuela.

## Habitat
Il habite les forêts humides tropicales et subtropicales de haute altitude.